# SALSWING!
SALSWING! é o sexto álbum de estúdio do cantor panamiano Rubén Blades e Roberto Delgado & Orquesta, lançado em 16 de abril de 2021, pela Rubén Blades Productions. Foi produzido por Roberto Delgado e traz músicas de Blades como "Paula C", além de "Pennies from Heaven" e "The Way You Look Tonight". Dois álbuns complementares foram lançados, SALSA PLUS! em 23 de abril de 2021 e SWING! em 30 de abril de 2021, ambos porém compostos por músicas de SALSWING! com cada um focando nas músicas de seu respectivo gênero.
No Grammy Latino de 2021, o álbum ganhou o prêmio de Álbum do Ano, adicionalmente, SALSA MAIS! ganhou como Melhor Álbum de Salsa. SALSWING! também ganhou o prêmio de Melhor Álbum Tropical Latino no Grammy Awards de 2022. 

## Faixas
| Lista de músicas de SALSWING! |                            |         |  |
| N.º                           | Título                     | Duração |  |
| 1.                            | "Paula C."                 | 5:36    |  |
| 2.                            | "Pennies from Heaven"      | 3:39    |  |
| 3.                            | "Mambo Gil"                | 3:12    |  |
| 4.                            | "Ya No Me Duele"           | 4:32    |  |
| 5.                            | "Watch What Happens"       | 2:13    |  |
| 6.                            | "Cobarde"                  | 3:50    |  |
| 7.                            | "Do I Hear Four?"          | 3:42    |  |
| 8.                            | "Canto Niche"              | 4:32    |  |
| 9.                            | "The Way You Look Tonight" | 3:37    |  |
| 10.                           | "Contrabando"              | 5:42    |  |
| 11.                           | "Tambó"                    | 4:14    |  |
| Duração total:                | Duração total:             | 44:53   |  |

| Lista de músicas de SALSA PLUS! |                   |         |  |
| N.º                             | Título            | Duração |  |
| 1.                              | "Paula C."        | 5:36    |  |
| 2.                              | "Contrabando"     | 5:42    |  |
| 3.                              | "Mambo Gil"       | 3:12    |  |
| 4.                              | "Tambó"           | 4:14    |  |
| 5.                              | "Ya No Me Duele"  | 4:32    |  |
| 6.                              | "Canto Niche"     | 4:32    |  |
| 7.                              | "Do I Hear Four?" | 3:42    |  |
| 8.                              | "Cobarde"         | 3:50    |  |
| Duração total:                  | Duração total:    | 35:23   |  |

| Lista de músicas de SWING! |                            |         |  |
| N.º                        | Título                     | Duração |  |
| 1.                         | "Pennies from Heaven"      | 3:39    |  |
| 2.                         | "Ya No Me Duele"           | 4:32    |  |
| 3.                         | "Do I Hear Four?"          | 3:42    |  |
| 4.                         | "Paula C."                 | 5:36    |  |
| 5.                         | "Watch What Happens"       | 2:13    |  |
| 6.                         | "Mambo Gil"                | 3:12    |  |
| 7.                         | "The Way You Look Tonight" | 3:37    |  |
| 8.                         | "Cobarde"                  | 3:50    |  |
| Duração total:             | Duração total:             | 30:35   |  |